# Líza bortí mýty
Líza bortí mýty (v anglickém originále Lisa the Iconoclast) je 16. díl 7. řady (celkem 144.) amerického animovaného seriálu Simpsonovi. Scénář napsal Jonathan Collier a díl režíroval Mike B. Anderson. V USA měl premiéru dne 18. února 1996 na stanici Fox Broadcasting Company a v Česku byl poprvé vysílán 14. října 1997 na stanici ČT1.

## Děj
Springfield slaví dvousté výročí založení, a tak slečna Hooverová zadá Lízině třídě eseje o Jebediáši Springfieldovi, zakladateli města. Starosta Quimby mezitím vyhlásí Homera městským hlasatelem při zkouškách na historické postavy pro nadcházející oslavy města. Protože je jeho „křiklounství“ lepší než Nedovo, Homer se zmocní Nedova zděděného klobouku a zvonu jako rekvizit. 
Líza navštíví městskou historickou společnost, aby prozkoumala Jebediášův život. Setká se s kurátorem antikvariátu, který jí umožní přístup k Jebediášovu majetku. Při hře na jeho píšťalu objeví jeho „zpověď“ a jeho tajnou minulost piráta, který byl do roku 1796 známý jako Hans Sprungfeld. Poté, co se pokusil zabít George Washingtona, napsal své přiznání na zadní stranu Washingtonova portrétu a ukryl ho ve své píšťale v domnění, že ho „pološílenci“ ze Springfieldu nikdy nenajdou. 
Líza se snaží přesvědčit město o pravdivosti svých tvrzení, ale setkává se s nedůvěrou a otevřeným nepřátelstvím. Když přiznání ukáže kurátorovi muzea Hollisi Hurlbutovi, ten odmítne ho jako zjevný podvrh. Slečna Hooverová dá Líze pětku za esej, kterou zesměšní jako „mlácení mrtvých bílých mužů počítačovou lůzou“. Líza provede další nezávislý výzkum Jebediáše a zjistí další tajemství a také to, že měl stříbrnou jazykovou protézu. Přesvědčí obecní úřad, aby exhumoval jeho tělo a pátral po něm. Když je rakev otevřena, jeho kostra žádný stříbrný jazyk neobsahuje. Quimby, podrážděný Líziným zasahováním do historie, zbaví Homera jeho oblečení a povinností. 
Poté, co Líza ve třídě uvidí neúplný portrét George Washingtona, si uvědomí, že list papíru obsahující vyznání je spodní polovina portrétu. Konfrontuje Hurlbuta, který přizná, že stříbrný jazyk ukradl a ukryl v muzeu, aby ochránil svou kariéru a mýtus o Jebediášovi. Poté, co si uvědomí, že idealizovat a oslavovat piráta není správné, se Líza a Hurlbut rozhodnou odhalit skutečný příběh Jebediášova života. Když se Líza chystá sdělit pravdu průvodu měšťanů, uvědomí si, že Jebediášův mýtus je inspiruje, a rozhodne se pravdu utajit. Když ji pyšný Homer pozoruje, všimne si, že Ned v průvodu opět vystupuje jako městský hlasatel. Rozzlobeně Neda z průvodu vystrčí, aby zaujal jeho místo, a dovolí Líze, aby zvonila na Nedův zvon, zatímco mu sedí na rameni.

## Produkce
Příběh byl inspirován skutečnými událostmi kolem exhumace prezidenta Zacharyho Taylora. Koncem 80. let 20. století vyslovila vysokoškolská profesorka a spisovatelka Clara Risingová teorii, že Taylor byl zavražděn jedem, a podařilo se jí přesvědčit Taylorova nejbližšího žijícího příbuzného a koronera okresu Jefferson v Kentucky, aby nařídil exhumaci. Dne 17. června 1991 byly Taylorovy ostatky exhumovány a převezeny do Úřadu hlavního soudního lékaře státu Kentucky, který zjistil, že hladina arzenu je mnohem nižší, než by se dalo očekávat, kdyby byl Taylor takto otráven. Ostatky byly poté vráceny na hřbitov a při opětovném pohřbení se jim dostalo patřičných poct. Tehdejší showrunner seriálu Bill Oakley řekl, že díl je „v podstatě stejný“ příběh, ale s Lízou v roli Rising. Na konci epizody zazní při titulcích óda na Jebediáše Springfielda. Autorem hudby a textu je Jeff Martin.
Donald Sutherland v této epizodě namluvil historika. Scénář byl napsán speciálně s ohledem na to, že by tuto roli ztvárnil on. Sutherland chtěl nahrávat hlasy jako u filmu a začít v polovině scénáře, aby se mohl s postavou seznámit, ale od tohoto nápadu bylo upuštěno. V epizodě Líza žertovala, že se dostává ze své „Chester A. Arthuritis“, což je hříčka se slovem „artritida“ a jménem Chestera A. Arthura. Sutherland řekl hlášku „Měla jsi artritidu?“ a producentům se natolik zalíbila, že si ji ponechali.
Epizoda začíná starým dokumentárním filmem o Jebediáši Springfieldovi, v němž Troy McClure hraje Springfielda. Scenáristé se snažili, aby tento dokument vypadal co nejmizerněji a nízkorozpočtově. Jedním z těchto triků bylo, že postprodukce přidala do animace škrábance a animátoři přidali výrobní chyby, které by se v nízkorozpočtovém filmu vyskytly. Například muž v davu se dívá na kameru, někteří lidé mají na ruce náramkové hodinky, kaskadér McClurea nemá stejné kotlety jako on a v záběru lze vidět mikrofon s ramenem. V historické společnosti strávili animátoři značnou část času zdobením stěn. Kromě četných historických odkazů vyzdobili stěny také postavami Simpsonových v prostředí 18. století. První malba zobrazuje Otto Manna, jak veze děti v kočáře taženém koňmi. Další malba zobrazuje Marge Simpsonovou v siluetě. Na poslední malbě je profesor Frink držící draka na způsob Benjamina Franklina.

## Kulturní odkazy
Historická společnost města Springfield obsahuje odkazy na historické osobnosti a fakta. Epizoda představuje nedokončený obraz George Washingtona od Gilberta Stuarta z roku 1796 a vypráví fiktivní příběh o tom, jak vznikl. Ve skutečnosti byl obraz nedokončený a nebyla z něj utržena žádná část. Hurlbut zmiňuje americké revolucionáře Williama Dawese a Samuela Allyna Otise jako sobě rovné Jebediáše Springfielda. Když Líza rozdává plakáty „Hledaný za velezradu“, jde o odkaz na plakáty, na kterých je John F. Kennedy, které kolovaly v Dallasu před jeho zavražděním. Hurlbut tvrdí, že Springfieldovo přiznání je „stejně falešné“ jako závěť Howarda Hughese a deníky Adolfa Hitlera, které jsou prokazatelně padělané. Úvodní gaučový gag ukazuje rodinu Simpsonových v modrých krabicích podobně jako v seriálu The Brady Bunch.
Náčelník Wiggum zpívá píseň „Camptown Races“ z roku 1850 od Stephena Fostera břichomluvecky s lebkou Jebediáše Springfielda. Lízin sen, ve kterém spolu Washington a Springfield bojují, je odkazem na Smrtonosnou zbraň. Když Líza vypráví lidem v hospodě U Vočka o skutečné historii Jebediáše Springfielda, všichni sedí s otevřenou pusou. To je odkaz na scénu z filmu Producenti z roku 1967. Když Homer srazí Neda Flanderse, aby převzal jeho práci městského hlasatele, je to odkaz na film Zvěřinec časopisu National Lampoon z roku 1978. Lízino rozhodnutí zatajit pravdu, aby zachovala mýtus o Jebediáši Springfieldovi, je odkaz na film Muž, který zastřelil Liberty Valance. Kromě těchto kulturních odkazů přinejmenším jeden autor přirovnal tuto epizodu ke krátkému dílu Friedricha Nietzscheho On the Advantage and Disadvantage of History for Life.

## Neologismy
V epizodě se objevují dva anglické neologismy: embiggen a cromulent. Tvůrci seriálu požádali scenáristy, aby vymysleli dvě slova, která by zněla jako skutečná slova, a oni tato slova vymysleli. Učitelka Edna Krabappelová poznamenává, že slovo embiggen nikdy neslyšela, dokud se nepřestěhovala do Springfieldu. Slečna Hooverová, další učitelka, odpovídá: „Nevím proč, je to naprosto kulantní slovo.“. 
Embiggen, jehož autorem je scenárista Dan Greaney, je sloveso s významem „zvětšit“; jeho morfologie (em- + big + -en) je podobná morfologii slovesa enlarge (en- + large). Sloveso se ve skutečnosti již dříve vyskytovalo v roce 1884 v britském časopise Notes and Queries: A Medium of Intercommunication for Literary Men, General Readers, Etc. od C. A. Warda. Slovo se dostalo do běžného užívání a bylo zařazeno do knihy Marka Peterse Yada, Yada, Do'h!, 111 Television Words That Made the Leap From the Screen to Society. V roce 2018 bylo zařazeno do slovníku Merriam–Webster a do online slovníku Oxford English Dictionary. Poprvé se toto slovo objevilo v časopise High Energy Physics v článku Gauge/gravity duality and meta-stable dynamical supersymmetry breaking, který vyšel 23. ledna 2007. Později bylo toto použití zaznamenáno v časopise Nature, jenž vysvětlil, že v tomto kontextu znamená růst nebo rozšiřování.
Cromulent je přídavné jméno, které vytvořil David X. Cohen, a od doby, kdy bylo vytvořeno, se objevilo v lexikonu 21. století Dictionary.com. Význam slova cromulent je odvozen pouze z jeho použití, které naznačuje, že se jedná o pozitivní vlastnost. Dictionary.com ho definuje ve významu „fajn“ nebo „přijatelný“. Ben Macintyre napsal, že znamená „platný nebo přijatelný“.

## Přijetí

### Vydání
Epizoda byla 28. dubna 1997 zařazena na VHS sadu The Dark Secrets of the Simpsons spolu s díly Akta S, Homer Veliký a Zvrhlík Homer. 8. září 2003 byla VHS kazeta vydána na DVD pod názvem The Simpsons: Dark Secrets, ale díl Homer Veliký byl nahrazen dílem Homer – Maxi Obr. Na DVD vyšla epizoda Líza bortí mýty znovu 13. prosince 2005 jako součást kompletní sedmé řady Simpsonových. Na audiokomentáři k DVD se podíleli Bill Oakley, Josh Weinstein, Jonathan Collier, Yeardley Smith, Mike B. Anderson a David Silverman.

### Kritika
Epizoda se setkala s velmi pozitivním hodnocením televizních kritiků. 
Colin Jacobson z DVD Movie Guide díl pochválil za zaměření na Lízu a poznamenal, že „epizody zaměřené na Lízu mají tendenci být kazatelské, ale to je asi nevyhnutelné vzhledem k její postavě. Líbí se mi však, že Líza zde jde na věc s nadhledem, protože dokazuje, že nemusí mít vždycky pravdu. Homerova proměna v roli městského křiklouna přináší do solidního seriálu veselí.“
John Alberti navíc epizodu ve své knize Leaving Springfield chválí jako „příklad vypravěčského štěpení a rušivého odhalování. Líza stráví celou epizodu odhalováním pravdy o Jebediášovi a odvážně obhajuje svá zjištění proti falanze autorit… symbol čestnosti, poctivosti a odvahy. Celkově jde o velkolepou epizodu odhalující pravdu o zákulisí naší společnosti.“
Autoři knihy I Can't Believe It's a Bigger and Better Updated Unofficial Simpsons Guide, Warren Martyn a Adrian Wood, považovali díl za „chytrý“ a vyzdvihli Lízinu fantazii o souboji Springfielda s Georgem Washingtonem jako „fantastickou“. Dave Foster z DVD Times si myslel, že Sutherland nabídl „nezapomenutelné“ hostování.
Nathan Ditum z Total Filmu ohodnotil Sutherlandovo vystoupení jako 14. nejlepší hostující vystoupení v historii seriálu. Michael Moran z The Times ohodnotil epizodu jako osmou nejlepší v historii seriálu.
Martin Belam z deníku The Guardian díl označil za jednu z pěti nejlepších epizod v historii Simpsonových.

### Sledovanost
V původním vysílání skončil díl na 70. místě ve sledovanosti v týdnu od 12. do 18. února 1996. Epizoda byla šestým nejlépe hodnoceným pořadem na stanici Fox v tom týdnu, po Aktech X, Melrose Place, Beverly Hills 90210, Ženatém se závazky a filmu Cliffhanger.